# Марћин Кромер
Марћин Кромер (пољ. Marcin Kromer; Бјеч, 1512 — Лидзбарк Вармињски, 23. март 1589) је био значајан пољски историчар и хроничар.

## Биографија
Рођен је 1512. године у Бечу где је завршио основну школу. Умро је 23. марта 1589. године.

## Нека од дела Марћина Кормера
- („Пољска, или о положају, обичајима, законима Краљевине Пољске“)